# Tsuda Kyōsuke

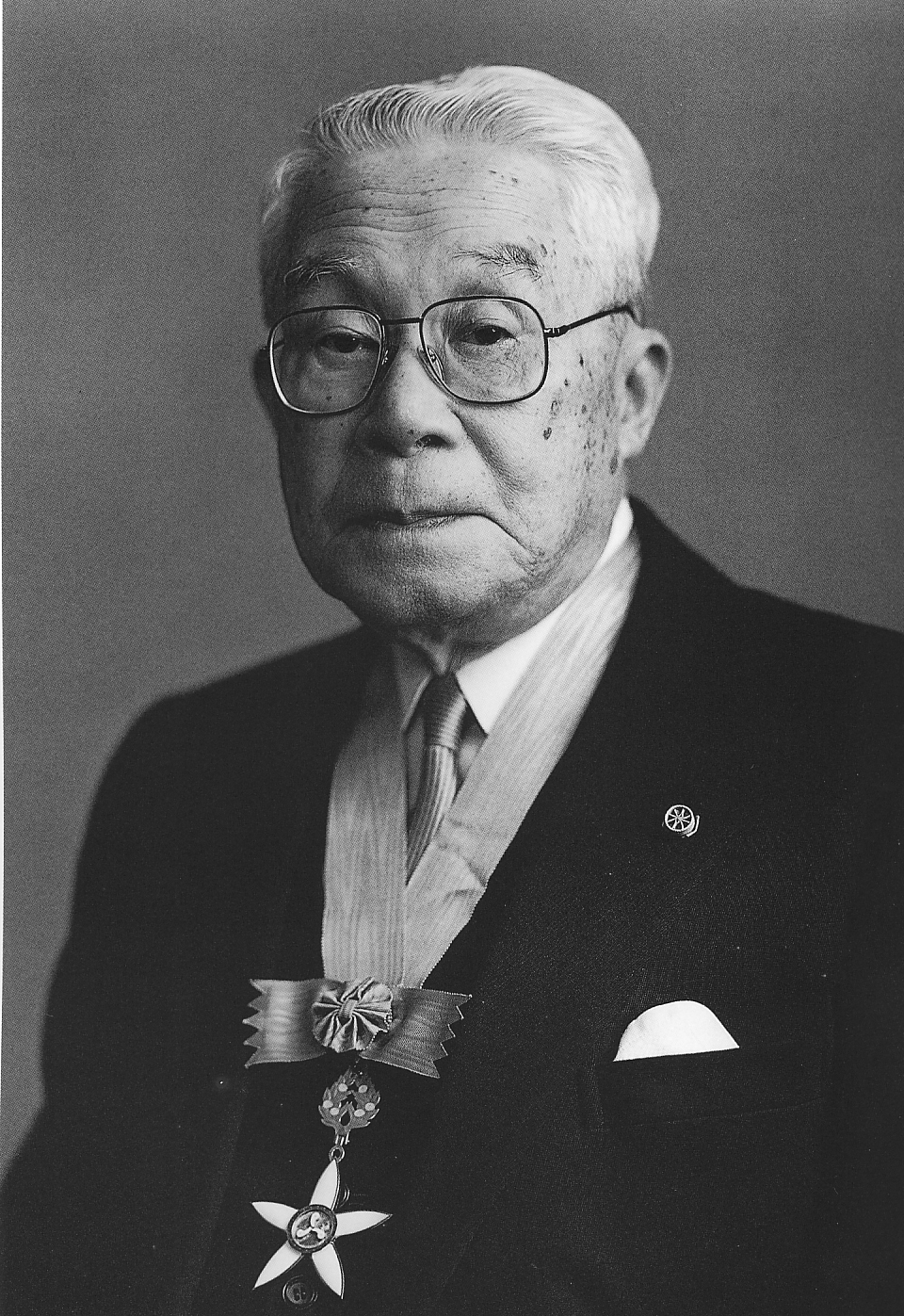
Tsuda Kyōsuke

Tsuda Kyōsuke (japanisch 津田 恭介; geboren 10. Februar 1907 in Taiwan; gestorben 17. Juni 1999) war ein japanischer Pharmazeut und organischer Chemiker.

## Leben und Wirken
Tsuda Kyōsuke machte 1929 seinen Abschluss an der Universität Tōkyō. Nachdem er als außerordentlicher Professor an seiner Alma Mater und am Institut für Infektionskrankheiten gearbeitet hatte, wurde er 1951 Professor an der Universität Kyūshū und gründete dort die Abteilung für Pharmazie. 1954 bildete er sich weiter an der ETH Zürich unter Leopold Stephen Ružika (1887–1976). 
1955 wurde Tsuda zum Professor des Instituts für Angewandte Mikrobiologie der Universität Tōkyō und zum Professor für Pharmazie ernannt. Er erhielt 1957 den Preis der „Japan Pharmaceutical Association“ (日本薬剤師会, Nihon Yakusaishi kai). 1965 erhielt er auf Grund seiner Trennungs- und Reinigungsmethode den Asahi-Kulturpreis für die „Isolierung und Bestimmung der chemischen Struktur des Kugelfischgiftes“. 1966 wurde er mit dem Preis der Akademie der Wissenschaften für die „Chemische Forschung an Hülsenfrucht-Alkaloiden auf Kushin-Basis“ ausgezeichnet. Er wurde von der Universität als „Meiyo Kyōju“ verabschiedet.
Tsuda war Mitglied des „Science Council of Japan“, Direktor des „Instituts für Angewandte Mikrobiologie“ der Universität Tōkyō, Präsident des „Central Pharmaceutical Affairs Council“, Präsident der „Pharmaceutical Society of Japan“, Präsident der „Kyoritsu Pharmaceutical University“ (共立薬科大学, Kyoritsu yakka daigaku), die sich später der Keiō-Universität anschloss. Er war Mitglied der Akademie der Wissenschaften.
1980 wurde Tsuda als Person mit besonderen kulturellen Verdiensten geehrt, 1982 wurde er mit dem Kulturorden ausgezeichnet. Zu seinen Büchern gehört „Methode der organischen Spurenanalyse“ (有機微量分析法, Yūki biryō bunseki-hō) aus dem Jahr 1965.